# Charles Wheatstone
Sir Charles Wheatstone (1802-1875) là nhà vật lý người Anh. Về viễn thông, Wheatstone đã phối hợp với Willoughby Smith thiết kế bị sản xuất và lắp đặt cáp tuyến. Về việc tổng hợp giọng nói, Wheatstone đã tạo ra máy nói dựa trên thiết kế của Wolfgang von Kempelen. Về quang học, vào năm 1838, Wheatstone mô tả lý thuyết sự nhìn lập thể và chiếc kính nhìn nổi do ông phát minh ra trước Hội Hoàng gia London. Để chứng minh cho lý thuyết của mình, Wheatstone cung cấp các ảnh lập thể gồm những mẫu hình giống nhau nhưng khác vị trí. Ngoài ra, ông còn chế tạo ra gương xoay, thiết bị mà Léon Foucault dùng để đo vận tốc ánh sáng. 